# Bataille du Alto Palacé
Campagne de Nariño dans le sud
(Guerre d'indépendance de la Colombie)
Batailles
m
- Alto Palacé
- Calibío
- Juanambú
- Tacines
- Ejidos de Pasto

La bataille du Alto Palacé est un affrontement armé entre les troupes patriotes des Provinces-Unies de Nouvelle-Grenade, commandées par le général Antonio Nariño, et les troupes royalistes basées dans la ville de San Juan de Pasto, commandées par Juan de Sámano. Se déroulant le 30 décembre 1813 dans le cadre de la campagne de Nariño dans le sud, épisode de la guerre d'indépendance de la Colombie, la bataille du Alto Palacé se solde par une victoire éclatante des patriotes commandés par José María Cabal et permet l'occupation de la ville de Popayán, abandonnée quelques jours plus tard par les royalistes.

## Contexte
Après que le Cundinamarca ait ratifié la paix avec les Provinces-Unies de Nouvelle-Grenade, mettant fin à la guerre civile entre centralistes et fédéralistes, et déclaré son indépendance absolue de l'Espagne, Antonio Nariño se met en route avec son armée le 21 septembre 1813. Une semaine après, les troupes arrivent dans la province de Mariquita, où elles reçoivent des renforts sous le commandement de José María Cabal et du français Manuel Roergas Serviez. L'armée indépendantiste marche ensuite jusqu'à la ville de La Plata, où des troupes indigènes se joignent à elle et l'aident à traverser le páramo de Guanacas.

## Combats
Le 30 décembre 1813, traversant le páramo, une force de 200 hommes commandée par Cabal défait 500 royalistes commandés par Juan de Sámano près du cours du río Palacé. Sámano est forcé de battre en retraite vers El Tambo.

## Conséquences
La fuite des royalistes permet le passage du río Palacé par les troupes de Nariño le lendemain de la bataille. Sámano décide de regrouper ses forces dans l'hacienda Calibío où il est rejoint, à sa demande, par les troupes commandées par le colonel Ignacio Asín.